# Uzbecki Państwowy Uniwersytet Języków Świata
Uzbecki Państwowy Uniwersytet Języków Świata (ang. Uzbekistan State University of World Languages, uzb. Oʻzbekiston davlat jahon tillari universiteti, w skrócie UzSWLU) – państwowy uniwersytet w Taszkencie założony w 1992 z połączenia dwóch instytutów językowych z polecenia Isloma Karimova.
Uniwersytet składa się z 7 wydziałów: filologii romańskiej i germańskiej, filologii rosyjskiej, trzech wydziałów filologii angielskiej oraz studiów tłumaczeniowych. Studenci mogą zdobywać stopnie licencjata oraz magistra. Uniwersytet jest także odpowiedzialny za przygotowywanie materiałów oraz programów nauczania języków obcych w Uzbekistanie.
Przy uniwersytecie działa wydawnictwo.

## Historia
Prezydent Uzbekistanu Islom Karimov połączył w 1992 roku dwie instytucje tworząc UzSWLU:
- Taszkencki Instytut Pedagogiczny Języków Obcych, założony w 1949
- Instytut języka i literatury rosyjskiej, założony w 1963

W 2007 roku przy uniwersytecie zostało założone specjalne liceum kształcące przyszłych studentów.